# Bataille de Souk El Gharb
Guerre du Liban
La bataille de Souk el-Gharb ou de Souk El Gharb est livrée du 15 au 25 septembre 1983 pendant la Guerre du Liban lors de la période appelée Guerre de la Montagne (1982-1984).

## Description
Elle oppose la 8e brigade de l'armée libanaise, commandée par le colonel Michel Aoun aux forces coalisées palestiniennes et du Parti socialiste progressiste (PSP) appuyées par l'armée syrienne qui tentent de s'emparer des positions sous contrôle des troupes gouvernementales. L'intervention de la marine américaine qui bombarde les batteries d'artillerie adverses situées dans le Chouf permet aux troupes libanaises de stopper l'offensive.

## Sources
- Mīshāl ʻAwn, Une certaine vision du Liban : entretiens avec Frédéric Domont, Paris, Fayard, 2007, 239 p. (ISBN 978-2-213-63214-8).
- Joseph Khoury, Le désordre libanais, Paris, Harmattan, coll. « Comprendre le Moyen-Orient », 1998, 278 p. (ISBN 978-2-7384-7297-7).
- Le Liban entre Aoun et Hraoui dans le Journal de l'année édition 1990, Larousse-Le Monde, 1990.